# دره انگشت شاه
انگشت شاه دره‌ای است در ولسوالی/شهرستان سانچارک ولایت سرپل افغانستان. این دره به عنوان یکی از جاذبه‌های طبیعی منطقه شناخته می‌شود. دره انگشت شاه با داشتن آب و هوا و طبیعت مناسب به عنوان مکانی تفریحی و سیاحتی شناخته می‌شود.
در این دره چشمه‌های فراوانی قرار دارد که آب آنها در تابستان سرد و در زمستان گرم می‌باشند. از مهم‌ترین این چشمه‌ها، چشمه دوگانی «گاوبینی» است که از گذشته به «انگشت شاه» شهرت یافته است. محل جوشش این چشمه در حدود ۶ متری سینه کوه می‌باشد.

## پی‌نوشت‌ها
1. ↑  درهٔ انگشت شاه میله جای بی نظیر با مناظر جذاب، رادیو آزادی، ۲۰٫۰۳٫۱۳۹۰.
2. 1 2  انگشت‌شاه؛ مظهر قدرت خداوند، روزنامه عصر نو، چهارشنبه،  ۰۴ جدی ۱۳۹۲.[پیوند مرده]